# Hermann Treuner

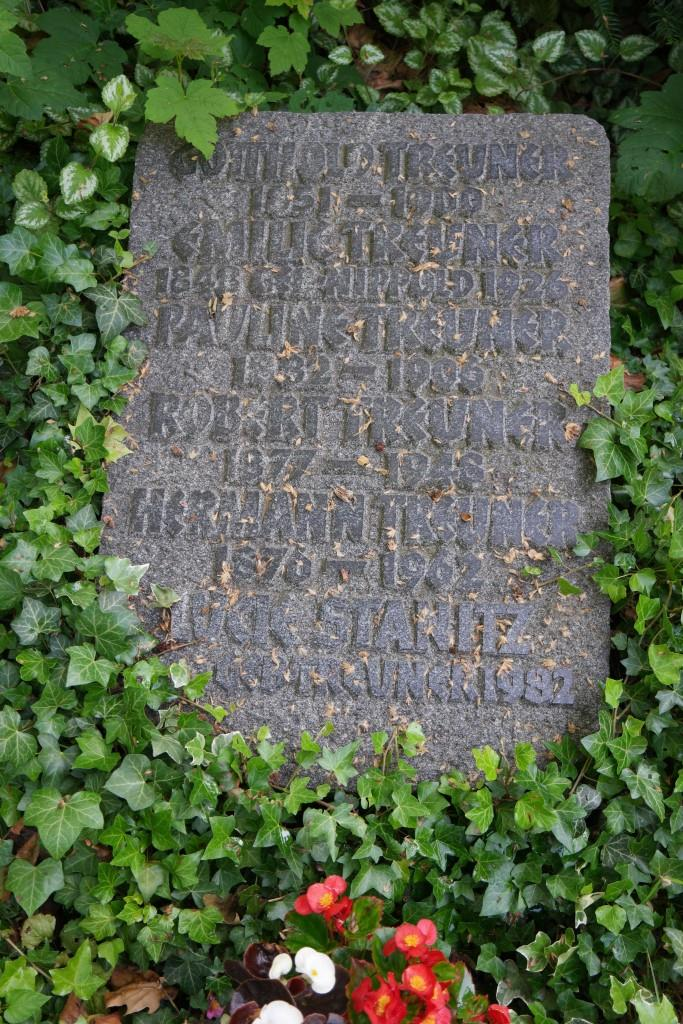
Grab von Hermann und Robert Treuner auf dem Hauptfriedhof in Frankfurt am Main

Hermann Treuner (* 24. Februar 1876 in Weisenau bei Nürnberg; † 15. Juli 1962 in Frankfurt am Main) war ein deutscher Maler, Zeichner und Modellbauer, der zusammen mit seinem Bruder Robert (1877–1948) das Modell der Frankfurter Altstadt im Historischen Museum baute, das deren Zustand vor den Luftangriffen auf Frankfurt am Main im Zweiten Weltkrieg zeigt.

## Leben
Treuner war der Sohn des aus Thüringen stammenden Porzellanmalers Gotthold Treuner, der seine Kunst in der Wallendorfer Porzellanmanufaktur im thüringischen Wallendorf bei der Firma Carolus Magnus Hutschenreuther erlernte. Als Geselle begab er sich mit seiner Frau Emilie auf die Wanderschaft. Über Nürnberg und Coburg siedelte er schließlich mit Familie 1879 nach Frankfurt am Main und gründete dort ein eigenes Atelier.
Nach 1890 erlernten Hermann Treuner und sein Bruder die Porzellanmalerei bei ihrem Vater. In dieser Zeit besuchte Hermann die Abendkurse des Kunstgewerbevereins. Er belegte die Fächer Ornamentzeichnen, Dekorationsmalerei und Darstellende Geometrie. In letzterer Disziplin wurde er von dem Direktor Ferdinand Luthmer unterrichtet, der ihm im April 1893 für „seinen Fleiß und sein Wohlverhalten“ ein positives Zeugnis ausstellte. Darauf wurde er im Sommersemester Stipendiat am Städel. Zunächst besuchte er die Malklasse von Heinrich Hasselhorst, ab 1895 die von Eugen Klimsch. 1896 wechselte er in die Klasse von Wilhelm Trübner, bei dem er bis 1899 studierte.
Zu Treuners Freunden am Städel gehörten u. a. die Künstler Emil Beithan (1878–1955), Hermann Dumler (1875–1944), Fried Stern (1875–1942) und Albert Gianini (1876–1920).
1897 unternahm Treuner eine Studienreise nach Thüringen, von der noch einige Aquarelle und Zeichnungen zeugen. Später besuchte er häufiger den Spessart, den Odenwald und den Taunus. Aus dem Vordertaunus haben sich z. B. zwei 1900 datierte Aquarelle erhalten, die Medenbach und Lorsbach zeigen.
In den Sommermonaten 1905 arbeitete er zusammen mit dem Maler Ferdinand Balzer (1872–1916) in der Künstlerkolonie Wilhelmsbad bei Hanau.
1905 bis 1914 beteiligte er sich an den Jahresausstellungen der Frankfurter Künstler im Kunstverein sowie an Ausstellungen verschiedener Galerien in Frankfurt und Wiesbaden.
Eine Ausstellungsbesprechung im Frankfurter Kunstsalon „Wachendörfer“ stufte 1906 Treuner zusammen mit dem Maler Paul Andorff (1849–1920) als Nachfolger des malenden Chronisten der Altstadt Frankfurts Carl Theodor Reiffenstein ein. Eine Rezension einer Ausstellung von 1907 bei dem Kunsthändler Goldschmidt charakterisierte Treuner auch als Tiermaler, der in diesem Metier zum „Schafspezialisten“ avancierte. 1908 erhielt Treuner eine Sonderausstellung bei dem Kunsthändler Ludwig Schames, die ebenfalls von der Presse positiv aufgenommen wurde, es seien: „weiche, zarte Landschaftsbildchen, ein paar Frühlingsstimmungen darunter, an deren sonniger Poesie man seine Freude haben muß.“
1916 wurde Treuner zum Kriegsdienst eingezogen. Vor dem Ersten Weltkrieg sicherte ihm seine Kunst ein gutes Auskommen für sich und seine Familie. Schon während des Krieges sollte sich das ändern. Später beschrieb er seine Situation so: „Vor dem ersten Weltkrieg hatte auch der Künstler zu leben. Frankfurt konnte sich vieler Kunstfreunde rühmen, die, ohne spekulativen Hintergedanken, die die heimischen Künstler mit Aufträgen ins Brot setzten […] Nach dem ersten Weltkriege verschlechterte sich die Lage der Künstler gründlich. Durch die Inflation verschwanden die großen Vermögen. Kunst ist meist ein Kind des Überflusses. Die Beamten des Staates und der Stadt ‚bearbeiteten‘ sie, wie jedes andere Sachgebiet ‚sachlich‘.“
Treuner lebte fortan in ärmlichen Verhältnissen. Er arbeitete u. a. als „nebenamtlicher Lehrer“ oder er übernahm Aufträge Bilder zu restaurieren, bis ihn die Stadt Frankfurt 1956 mit einer kleinen Pension bedachte.
Der Frankfurter Journalist Wendelin Leweke beschrieb in einem Nachruf in der Frankfurter Neue Presse die jahrzehntelange schlechte finanzielle Situation der Familie Treuner: „Not war oft bei ihnen zu Gast!“

## Ehrungen
Zu seinem achtzigsten Geburtstag erhielt Treuner 1956 die Ehrenplakette der Stadt Frankfurt.